# Бамбирра, Ваня
Ваня Бамбирра (порт. Vânia Bambirra) — бразильский политолог, социолог и экономист, одна из исследователей зависимого развития.

## Биография
В 1961 начала сотрудничать с Теотониу дус Сантусом (за которого впоследствии вышла замуж) для распространения информации о Кубинской революции, затем они вместе с Руем Мауро Марини начали изучать социо-экономическую ситуацию в стране и пришли к выводу о её зависимом развитии. В 1963-64 гг. работает в Университете Бразилии.
Эта группа исследователей выступила в рядах революционной организации «Рабочая политика» против установленной в 1964 г.в Бразилии диктатуры, вследствие чего была вынуждена эмигрировать в Чили. С 1968 года работает в Университете Чили.
После военного переворота в Чили, Бамбирра и её коллеги эмигрируют в Мексику, где с 1977 г. преподают в Национальном автономном университете Мексики. Там её учеником становится Жоау Педру Стедиле, будущий руководитель Движения безземельных. В Университете Мексики в 1984 г. становится кандидатом в доктора, а в 1988 г. доктором экономики.
Вернулась в Бразилию вслед за падением диктатуры, работала советником в палате депутатов. С 1988 г. работает в Университете Бразилии.
Умерла 9 декабря 2015 в Рио-де-Жанейро.

## Труды
Является одним из создателей «новой теории о зависимом развитии» (обоснование зависимом развитии с марксистских позиций). После выхода работы Теотониу дус Сантуса «О структуре зависимости» (англ. The structure of dependency, 1970), в книге «El Capitalismo dependent Latinoamericano», развила типологию форм зависимости. За это подверглась критике Хоуарда Уиарды (Howard J. Wiarda), считавшего, что её теория основана на неверной интерпретации его собственных выводов. Считала, что теория зависимого развития должна рассматриваться как приложение марксизма-ленинизма, за что также подверглась критике, указавшей, что на самом деле она не использует марксистские понятия, такие, как прибавочная стоимость, и в этом смысле теория зависимого развития не является марксистской, хотя все латиноамериканские авторы её таковой и считают.